# Joanna Ryter
Joanna Ryter (* 13. April 1994 in La Chaux-de-Fonds) ist eine Schweizer Triathletin. Sie ist Altersklassen-Weltmeisterin in der AK18–24 (2018).

## Werdegang
Joanna Ryter startet im Schweizer Langdistanz-Kader und wird trainiert von Denis Terrapon. Sie spezialisierte sich auf die Triathlon-Langdistanz (Ironman: 3,86 km Schwimmen, 180,2 km Radfahren und 42,195 km Laufen).
Im Juli 2018 gewann Ryter ihre Altersklasse beim Ironman Switzerland und qualifizierte sich damit für den Ironman Hawaii (Ironman World Championships), bei dem sie im Oktober Altersklassen-Weltmeisterin wurde.

Seit 2019 startet sie als Profi. Im Juni 2019 wurde sie in Dänemark auf der Triathlon-Mitteldistanz Zwölfte bei den Ironman-70.3-European-Championships (1,9 km Schwimmen, 90 km Radfahren und 21,1 km Laufen).
Sie wird zusammen mit Daniela Ryf und Caroline Steffen als dritte in der Bestenliste Schweizer Triathletinnen auf der Ironman-Distanz geführt. Im Oktober 2019 wurde Ryter Dritte bei der Challenge Anhui und erzielte ihre erste Profi-Podestplatzierung.
Ryter qualifizierte sich im Juli 2021 mit dem dritten Rang beim Ironman USA für einen Startplatz bei den Ironman-Weltmeisterschaften, welche nach einer Absage 2021 im Mai 2022 im Rahmen des Ironman St. George ausgetragen wurde. 
Mit ihrem vierten Platz beim Ironman Mexico im November qualifizierte sie sich außerdem für die Weltmeisterschaften im Oktober 2022 auf Hawaii.
Im April 2022 wurde die 28-Jährige Dritte auf der Langdistanz im Ironman Texas.
Im Mai belegte sie den 17. Rang bei den erstmals außerhalb von Hawaii ausgetragenen Ironman World Championships im Rahmen des Ironman St. George sowie den zweiten Platz beim Ironman Brasil. Im September wurde sie Dritte im Ironman Italy.

## Sportliche Erfolge
| Datum/Jahr    | Rang | Wettbewerb                       | Austragungsort      | Zeit     | Bemerkung                           |
| ------------- | ---- | -------------------------------- | ------------------- | -------- | ----------------------------------- |
| 6. Apr. 2024  | 12   | Ironman 70.3 California          | Oceanside           |          |                                     |
| 4. Juli 2021  | 7    | Ironman 70.3 Les Sables d’Olonne | Les Sables d’Olonne | 04:34:23 |                                     |
| 20. Juni 2021 | 1    | Tours'Nman                       | Tours               | 04:15:24 | auf der Mitteldistanz               |
| 5. Sep. 2020  | 4    | Ironman 70.3 Tallinn             | Tallinn             | 04:20:13 |                                     |
| 21. Sep. 2019 | 5    | Ironman Italy                    | Cervia              | 09:05:18 |                                     |
| 11. Aug. 2019 | 10   | Ironman 70.3 Gdynia              | Gdynia              | 04:32:11 |                                     |
| 27. Juli 2019 | 7    | Challenge Prague                 | Prag                | 04:42:51 |                                     |
| 23. Juni 2019 | 12   | Ironman 70.3 Kronborg-Elsinore   | Helsingør           | 04:25:32 | Ironman 70.3 European Championships |

| Datum/Jahr    | Rang | Wettbewerb             | Austragungsort | Zeit     | Bemerkung                                                                  |
| ------------- | ---- | ---------------------- | -------------- | -------- | -------------------------------------------------------------------------- |
| 27. Apr. 2024 | 11   | Ironman Texas          | The Woodlands  |          |                                                                            |
| 20. Aug. 2023 | 11   | Ironman Mont-Tremblant | Québec         |          |                                                                            |
| 23. Juli 2023 | 6    | Ironman USA            | Lake Placid    |          |                                                                            |
| 22. Apr. 2023 | 7    | Ironman Texas          | The Woodlands  |          |                                                                            |
| 6. Okt. 2022  | 30   | Ironman Hawaii         | Hawaii         | 10:14:48 | [ 11 ]                                                                     |
| 18. Sep. 2022 | 3    | Ironman Italy          | Cervia         |          |                                                                            |
| 29. Mai 2022  | 2    | Ironman Brasil         | Florianópolis  | 09:06:06 | hinter der Brasilianerin Pâmella Oliviera                                  |
| 7. Mai 2022   | 17   | Ironman St. George     | St. George     | 09:51:49 | Ironman World Championships 2021                                           |
| 23. Apr. 2022 | 3    | Ironman Texas          | The Woodlands  | 09:13:24 | hinter den beiden US-Amerikanerinnen Jocelyn McCauley und Lauren Brandon   |
| 21. Nov. 2021 | 4    | Ironman Mexico         | Cozumel        | 08:42:59 | [ 12 ]                                                                     |
| 19. Sep. 2021 | 4    | Ironman Austria        | Klagenfurt     | 09:22:43 |                                                                            |
| 5. Sep. 2021  | 4    | Ironman Switzerland    | Thun           | 09:12:07 |                                                                            |
| 25. Juli 2021 | 3    | Ironman USA            | Lake Placid    | 09:31:46 | sechstschnellster Marathon des Gesamtfeldes in 2:57:31 Stunden             |
| 20. Okt. 2019 | 3    | Challenge Anhui        | Anhui          | 09:44:51 | hinter der Australierin Meredith Hill und der US-Amerikanerin Lisa Roberts |
| 13. Okt. 2018 | 55   | Ironman Hawaii         | Hawaii         | 09:59:35 | Siegerin der Altersklasse F18–24                                           |
| 29. Juli 2018 | 12   | Ironman Switzerland    | Zürich         | 09:59:52 | Siegerin der Altersklasse F18-24                                           |

| Datum/Jahr   | Rang | Wettbewerb              | Austragungsort | Zeit     | Bemerkung      |
| ------------ | ---- | ----------------------- | -------------- | -------- | -------------- |
| 1. Jan. 2024 | 1    | Neujahrsmarathon Zürich | Zürich         | 02:56:50 | Streckenrekord |
| 1. Jan. 2023 | 1    | Neujahrsmarathon Zürich | Zürich         | 03:06:04 |                |

(DNF – Did Not Finish)